# Загорац (презиме)
Загорац је српско-хрватско презиме у значењу „човек са планине“. Може се односити на следеће особе:
- Раде Загорац, српски кошаркаш
- Славко Загорац, српски фудбалер
- Саша Загорац, словеначки кошаркаш